# مامادو واگ
مامادو واگ (انگلیسی: Mamadou Wagué؛ زادهٔ ۱۹ اوت ۱۹۹۰) بازیکن فوتبال اهل فرانسه است.
از باشگاه‌هایی که در آن بازی کرده‌است می‌توان به باشگاه فوتبال دبرتسنی، باشگاه فوتبال اتنیکوس اچنا، باشگاه فوتبال متس، باشگاه فوتبال پوشکاش، باشگاه فوتبال نجران عربستان سعودی، و باشگاه فوتبال لو مان اشاره کرد.
وی همچنین در تیم ملی فوتبال زیر ۱۹ سال فرانسه بازی کرده‌است.